# Symbioot
Een symbioot (ook wel symbiont genoemd) is een fictief buitenaards organisme uit de strips van Marvel Comics. Deze symbioten binden zich met andere organismen (meestal een mens, maar ook soms met dieren) om te overleven. Aangezien de soort geen eigen naam heeft, worden ze aangeduid als symbioot vanwege hun symbiose met andere organismen. Symbioten staan ook wel bekend als "levende kostuums" vanwege de manier waarop ze aan hun gastheer binden.

## Symbioten

### Oorsprong van de Symbioten
Het is niet bekend waar de symbioten oorspronkelijk zijn ontstaan, maar het is bekend dat hun soort al miljoenen jaren bestaat. Er wordt verondersteld dat Galactus, de eter der planeten, ooit een planeet waar de symbioten leefden had verslonden. Deze veronderstelling is gebaseerd op Carnage’s reactie op de Silver Surfer, een voormalige dienaar van Galactus. Deze planeet was echter niet de thuiswereld van de symbioten. Carnage toonde hoe de oorspronkelijke bewoners door de symbioten werden verslagen.
Volgens de miniserie Planet of the Symbiotes waren symbioten ooit een ongevoelig ras van veroveraars, die elke andere soort die ze tegenkwamen overnamen om zich te voeden met hun emoties. Deze bindingen tussen symbioot en gastheer was normaal maar erg kort. Een uitzondering was de eerste symbioot die in de Marvel strips verscheen, Venom. Venom wilde zich juist permanent binden aan een sterke gastheer, en wilde deze gastheer ook niet domineren. Dit leidde ertoe dat hij werd opgesloten door de andere symbioten. Zo belandde hij op de Battleworld waar Spider-Man hem vond tijdens de eerste Secret Wars.
Hoeveel symbioten er zijn is niet bekend, maar Venom vertelde Carnage dat hij de 999e op rij was. Daarmee zou Carnage’s “kind”, Toxin, de duizendste zijn.

### Reproductie
Symbioten hebben geen geslacht. Ze planten zich voort door andere symbioten af te stoten. Het is natuurlijk voor een symbioot om zijn afstammelingen te haten, waarschijnlijk uit angst voor concurrentie. Venom bijvoorbeeld probeerde geregeld zijn “kind” Carnage te doden, en Carnage op zijn beurt Toxin. Symbioten schijnen een gelimiteerd aantal “zaden” te hebben die uit kunnen groeien tot nieuwe symbioten. Venom bracht zelf zes andere symbioten voort.

### Persoonlijkheid
Hoewel de meeste symbioten die worden gezien in de Marvel strips in staat zijn tot uiting van grote woede, gewelddadigheid en verschillende criminele activiteiten, waren hun gastlichamen vaak onstabiel voor hun binding met een symbioot. Echter, Patrick Mulligan, het gastlichaam van de Toxin symbioot, was goed bij zijn verstand en probeerde zijn symbioot juist te gebruiken voor heldendaden. Volgens Venom kon dit omdat de duizendste symbioot in lijn vaak een mentale inzinking heeft. Hoewel de Toxin symbioot wel heeft geprobeerd Patricks daden gewelddadiger te maken, kan dit ook het gevolg zijn van het feit dat zijn “vader” Carnage uitermate gewelddadig was.
In het MC2 universum bond de Venom symbioot met de kleinzoon van Norman Osborn, Normie Osborn. Maar Normie’s goede aard maakte dat de symbioot zich uiteindelijk opofferde om Spider-Girl te redden. Het lijkt er dus op dat hoewel een symbioot een eigen wil heeft, hij beïnvloed kan worden door zijn gastlichaam.

### Binding
Als een symbioot zich aan een gastheer bindt, bedekt hij het gehele lichaam. Vandaar de bijnaam “levend kostuum”. De symbioot beschermt zijn gastheer ook als die bewusteloos is. Symbioten hebben gastlichamen nodig omdat ze zich voeden met de adrenaline van hun gastlichaam. Ze voeden zich ook met ziektes die voor mensen fataal zijn, omdat dit vaak een speciale adrenalineproductie tot gevolg heeft. Zo was de Venom symbioot in staat Eddie Brock te genezen van zijn kanker door zich ermee te voeden. Symbioten kunnen als het moet ook zelfstandig leven zonder gastlichaam.
Het is mogelijk dat de symbiose gewenst is vanwege de voordelen voor zowel de symbioot als de gastheer, zeker voor overleving. Gebonden aan een gastlichaam heeft een symbioot enorme kracht, snelheid, uithoudingsvermogen en andere fysieke eigenschappen van de gastheer die door de symbioot enorm worden versterkt. Om die reden geven symbioten de voorkeur aan sterke gastlichamen.
Als een symbioot sterk gebonden is aan een gastlichaam kan een poging tot het verbreken van de verbinding de symbioot en de gastheer het bewustzijn laten verliezen. Echter, een symbioot kan gemakkelijk een zwakke verbinding breken.

### Zwakheden
Oorspronkelijk waren symbioten kwetsbaar voor zeer harde geluiden en intense hitte, vooral vuur. Een combinatie van die twee kon ze dwingen om hun gastlichaam te verlaten (Spider-Man en de Venom symbioot werden gescheiden door een geluidswapen van Mr. Fantastic). Echter, iedere keer als een symbioot een kind creëert lijkt er een soort evolutie plaats te vinden, waardoor de nakomelingen sterker zijn dan het origineel. Dit vermindert hun kwetsbaarheid. Echter, een geheel onkwetsbare symbioot is (nog) niet ontstaan. Zelfs de hedendaagse symbioten zijn in zekere mate nog kwetsbaar voor geluid en hitte.

## Speciale vaardigheden
Symbioten versterken de natuurlijke krachten en vaardigheden van hun gastlichaam tot ver voorbij hun oorspronkelijke niveau. Verder geven ze hun gastlichaam nog wat extra vaardigheden. De krachten van een symbioot zijn onder andere:
- Bovenmenselijke kracht
- Superieure snelheid en lenigheid
- Gelimiteerde onkwetsbaarheid
- Genetisch geheugen, waarin informatie over vorige gastlichamen wordt bewaard.
- Vergrote genezing

De symbioot reageert ook op de gedachten en wil van de gastheer. Toen Spider-Man de Venom Symbioot kreeg, dacht hij aan het kostuum dat Spider-Woman droeg tijdens de Secret War. Als gevolg daarvan veranderde de symbioot in een soortgelijk
- De gave om te veranderen in verschillende soorten kleding.
- De gave om slagtanden of simpele steekwapens te vormen uit hun lichaam.
- De gave om alles en iedereen te imiteren.
- De gave om op te gaan in hun omgeving.
- De gave om tegen muren op te kruipen (door Venom overgenomen van Spider-Man, en doorgegeven aan zijn nakomelingen).
- De gave om webben te produceren uit hun eigen lichaamsmassa (ook van Spider-Man).
- De gave om Spider-Man's “Spider-Sense” te ontlopen (via Spider-Man).

## Bekende symbioten en hun gastlichamen
- Venom: de eerste symbioot die verscheen in de Marvel strips.
  - Eerst gedragen door Spider-Man
  - Eddie Brock
  - She-Venom
  - Angelo Fortunato
  - Mac Gargan (ook wel "Scorpion-Venom" genoemd). **Wolverine droeg de symbioot eventjes, maar slaagde erin zich van hem te ontdoen.
  - Pike bond tijdelijk met een stukje van de Venom symbioot.
  - Normie Osborn, de kleinzoon van de originele Green Goblin en vriend van Spider-Girl in het MC2 universum.
  - Spider-Girl (May "Mayday" Parker).
  - Spider-Man's dochter, May "Mayday" Parker, in de alternatieve tijdlijn Earth X.
  - Punisher droeg de Venom symbioot in Marvels "What If"-stripserie.
  - Hulk in "What If...v2#4"
  - Thor in "What If...v2#4"

- Carnage (Lijkt momenteel zonder gastlichaam te zitten)
  - Cletus Kasady
  - John Jameson
  - Ben Reilly
  - Silver Surfer: werd in een alternatieve realiteit samen met Silver Surfer de"Carnage Cosmic".
  - In de serie Exiles verscheen een alternatieve versie van Peter Parker, gebonden met de Carnage symbioot.

- Toxin
  - Patrick Mulligan

- Scream
  - "Donna"

- Phage, Riot, Lasher, Agony: versmolten uiteindelijk tot Hybrid (gedragen door Scott Washington)

- She-Venom II (kloon van de Venom symbioot, gedragen door Patricia Robertson.)

## Symbioten in andere media
- Scream verscheen als een van de vijanden in Universal Orlando's Islands of Adventure, The Amazing Adventures of Spider-Man attractie.

- In Spider-Man: The Animated Series en de spin-off Spider-Man Unlimited, verschenen de Venom en Carnage symbioten.

- De Venom symbioot deed mee in Spider-Man 3.

- Er komen verschillende symbioten voor in de film Venom. De belangrijkste hiervan zijn Venom en Riot.

## Trivia
- De meeste menselijke gastlichamen van Symbioten zijn New Yorkers. Dit komt doordat Spider-Man in New York woont (hij bracht de eerste Symbioot naar de Aarde).
- Venom is de oudste van alle geïntroduceerde symbioten in het Marvel Universum.
- Hybrid was zowel de eerste volledig heroïsche symbioot als de eerste symbioot met een Afro-Amerikaans gastlichaam.
- Toxin is de eerste heroïsche symbioot die zijn eigen serie kreeg.
- De Venom symbioot is de enige die door zowel mannen als vrouwen is gedragen.
- Van Venom wordt beweerd dat hij de sterkste symbioot van allemaal is. Hij heeft vaardigheden van zowel Toxin als Carnage.